# جوناثان فيغيرا
جوناثان فيغيرا (بالإسبانية: Jonathan Figueira)‏ هو لاعب كرة قدم أرجنتيني في مركز الوسط، ولد في 10 أبريل 1992 في تيغري في الأرجنتين. لعب مع أتلتيكو أتلانتا.

## وصلات خارجية
- جوناثان فيغيرا على موقع قاعدة بيانات كرة القدم.إي يو (الإنجليزية)
- جوناثان فيغيرا على موقع Soccerway.com (الإنجليزية)